# Ziebigk (Dessau-Roßlau)
Ziebigk ist ein Stadtbezirk von Dessau-Roßlau, einer kreisfreien Stadt in Sachsen-Anhalt. Er liegt ungefähr zwei Kilometer nordwestlich des Stadtzentrums.

## Geschichte
Die Besiedlung Ziebigks begann im 18. Jahrhundert, nachdem 1742 Fürst Leopold ein landwirtschaftliches Vorwerk gründete. Das 1743 für dessen Pächter errichtete Wohnhaus (Kirchstraße 1) ist noch heute erhalten. Ziebigk wandelte sich schnell zum Dorf. Mit dem im letzten Drittel des 19. Jahrhunderts einsetzenden industriellen Aufschwung des benachbarten Dessau entstanden in Ziebigk vermehrt Villen für die dortige Bevölkerung und es wurde so zu dessen Vorort. Man profitierte von der grünen Lage und dem daraus entstehenden Ausflugsverkehr. Auch Gewerbe siedelte sich an, befördert durch den benachbarten Wallwitzhafen und den Leopoldshafen. 1884/85 entstand ein Schulbau in der heutigen Schulstraße 25, der bereits 1899 erweitert wurde. Am 16. Dezember 1900 wurde die evangelische Kirche eingeweiht, die heute den Namen Christuskirche trägt. Auch nach der Eingemeindung nach Dessau am 1. Oktober 1923 setzte sich das Wachstum bis zum Zweiten Weltkrieg fort.
Ab den 1920er Jahren entstand das neue Wohngebiet Knarrberg, nach der Wende kamen dann die Wohngebiete Kirschberg und Großes Loos dazu.
Bis 1938 gab es im Ort die renommierte Keramik-Werkstatt Rudolf Rausch.
Ziebigk reicht im Norden unmittelbar bis zur Elbe. Am dort gelegenen Kornhaus befindet sich eine Schiffsanlegestelle des Ausflugsverkehrs. Die Anbindung an die anderen Dessauer Stadtteile erfolgt durch zwei Buslinien der Dessauer Verkehrsgesellschaft.

### Bevölkerungsentwicklung
| Jahr      | 1765   | 1840 | 1867 | 1880 | 1895 | 1900 | 1923 | 1928  | 1938  | 1948 | 1997 |
| Einwohner | 30..40 | 80   | 215  | 520  | 1119 | 1222 | 2230 | ≈3000 | ≈5000 | 6510 | 6363 |

## Öffentliche Einrichtungen
- Grundschule „Ziebigk“ in der Großen Kienheide/Elballee 24 (ehemalige 24. POS, beherbergte 1992–2006 das Fürst-Franz-Gymnasium)
- Sekundarschule „Friedensschule“ in der Elballee 87–89 (ehemalige Artilleriekaserne, ab 1948 Grund- und Mittelschule, später 10. POS)
- ehemaliger Schulstandort in der Schulstraße 25 (1991 Fürst-Franz-Gymnasium, dann Grundschule)

## Sehenswürdigkeiten
- Kornhaus
- Park Georgium mit Schloss Georgium und den Sieben Säulen
- Friedhof Ziebigk mit historischen Grabanlagen
- Elbpavillon
- Beckerbruch
- Tierpark Dessau mit Mausoleum
- Wallwitzburg
- Christuskirche
- Restaurant Alte Schäferei im Pächterhaus, ältestes Gebäude Ziebigks aus dem Jahre 1743
- Leopoldshafen mit Bootshaus
- Strommuseum in der Kornhausstraße 147
- unmittelbar an der Grenze zu Ziebigk, aber im Ortsteil Siedlung, die Meisterhäuser des Bauhauses

## Besonderheit
- Anonyme Grabstätte für die 1958 auf den hiesigen Friedhof verbrachten sterblichen Überreste von zehn Mitgliedern der Herzoglichen Familie Anhalt. Sie befanden sich bis dahin im Mausoleum der Familie, das dann als Lagerraum verwendet wurde. Das gemeinsame Grab liegt am südlichen hinteren Eingang des Städtischen Friedhofs in Dessau-Ziebigk, es ist lediglich durch ein kleines verwittertes Holzkreuz gekennzeichnet.[4]

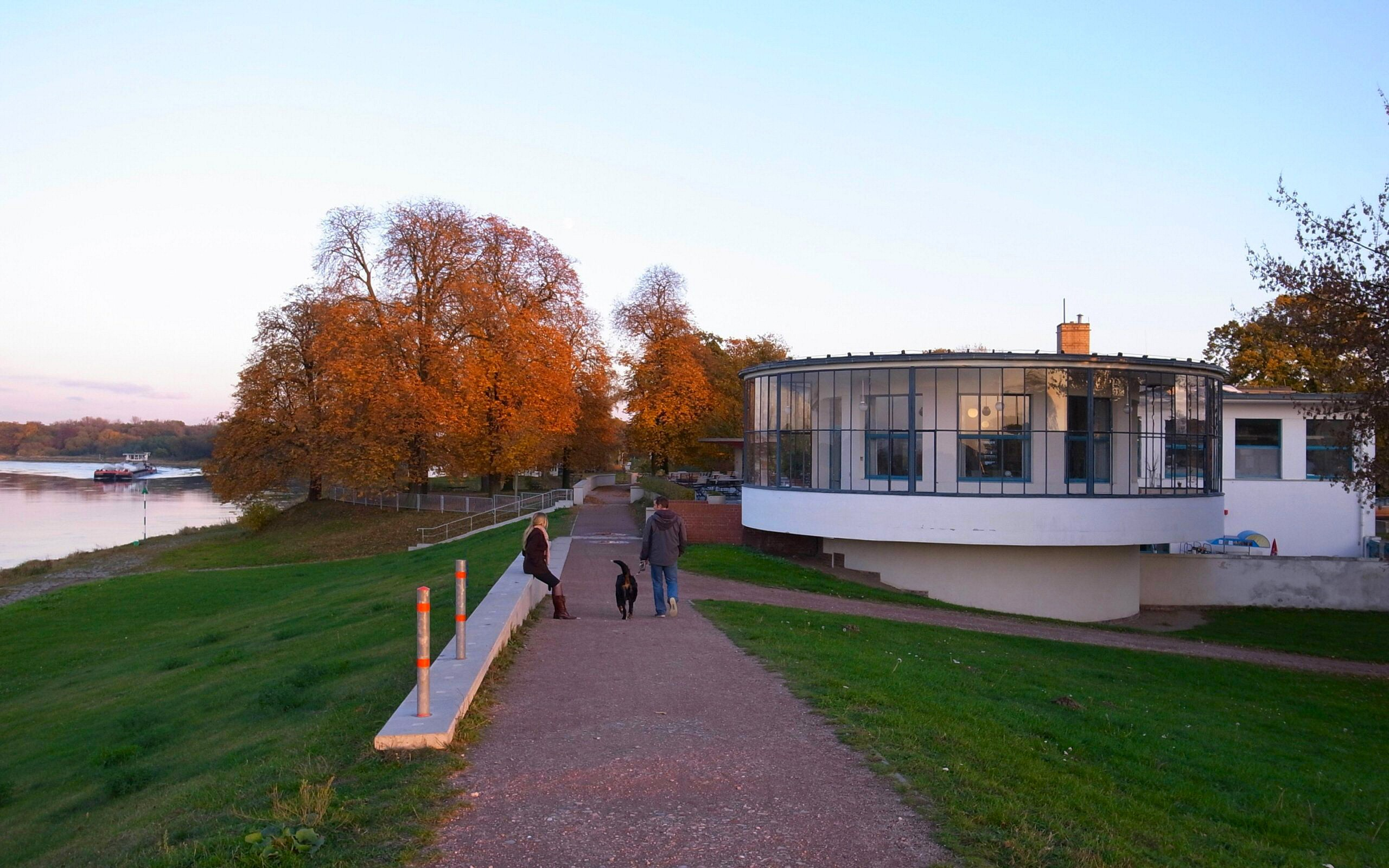
Kornhaus
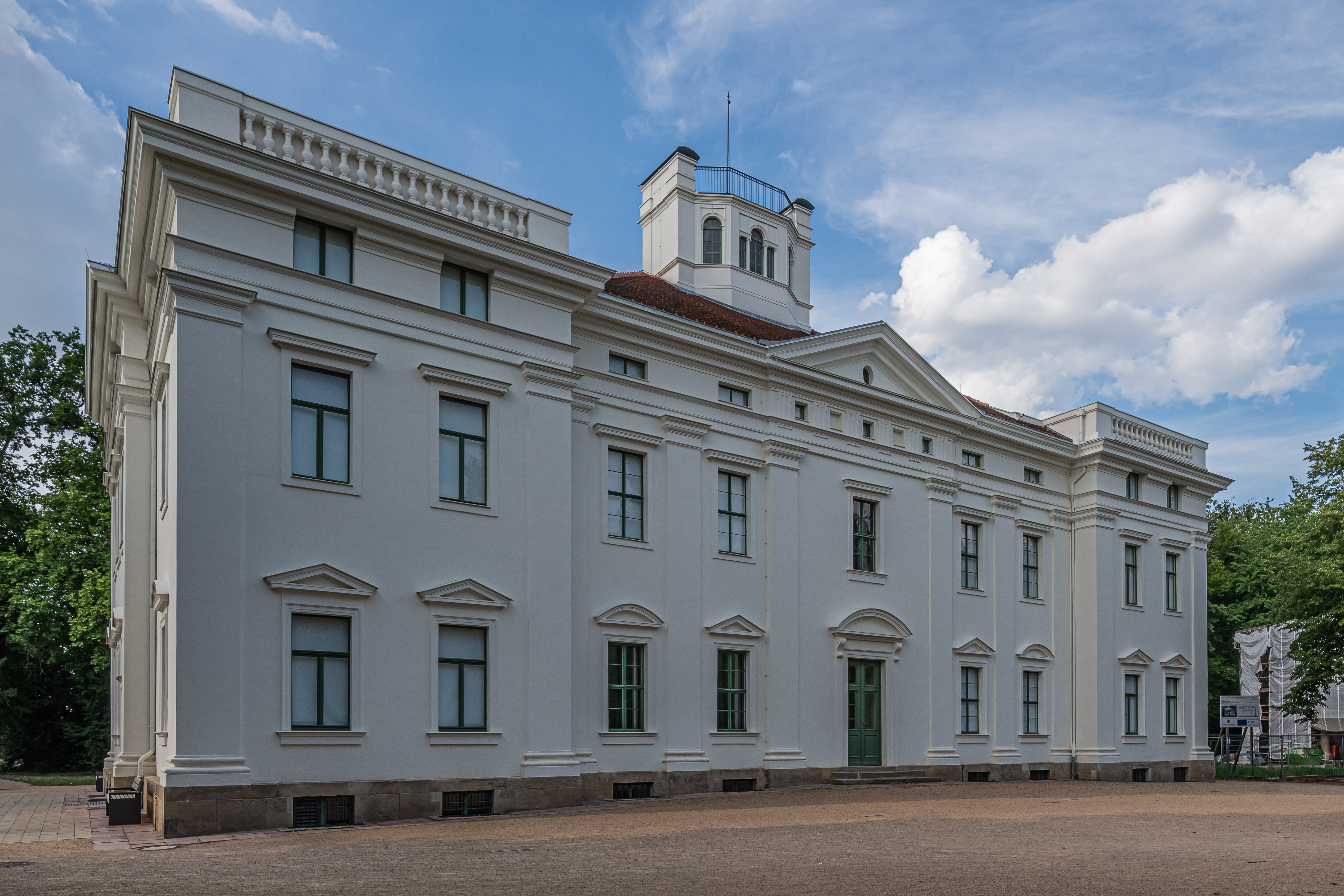
Schloss Georgium
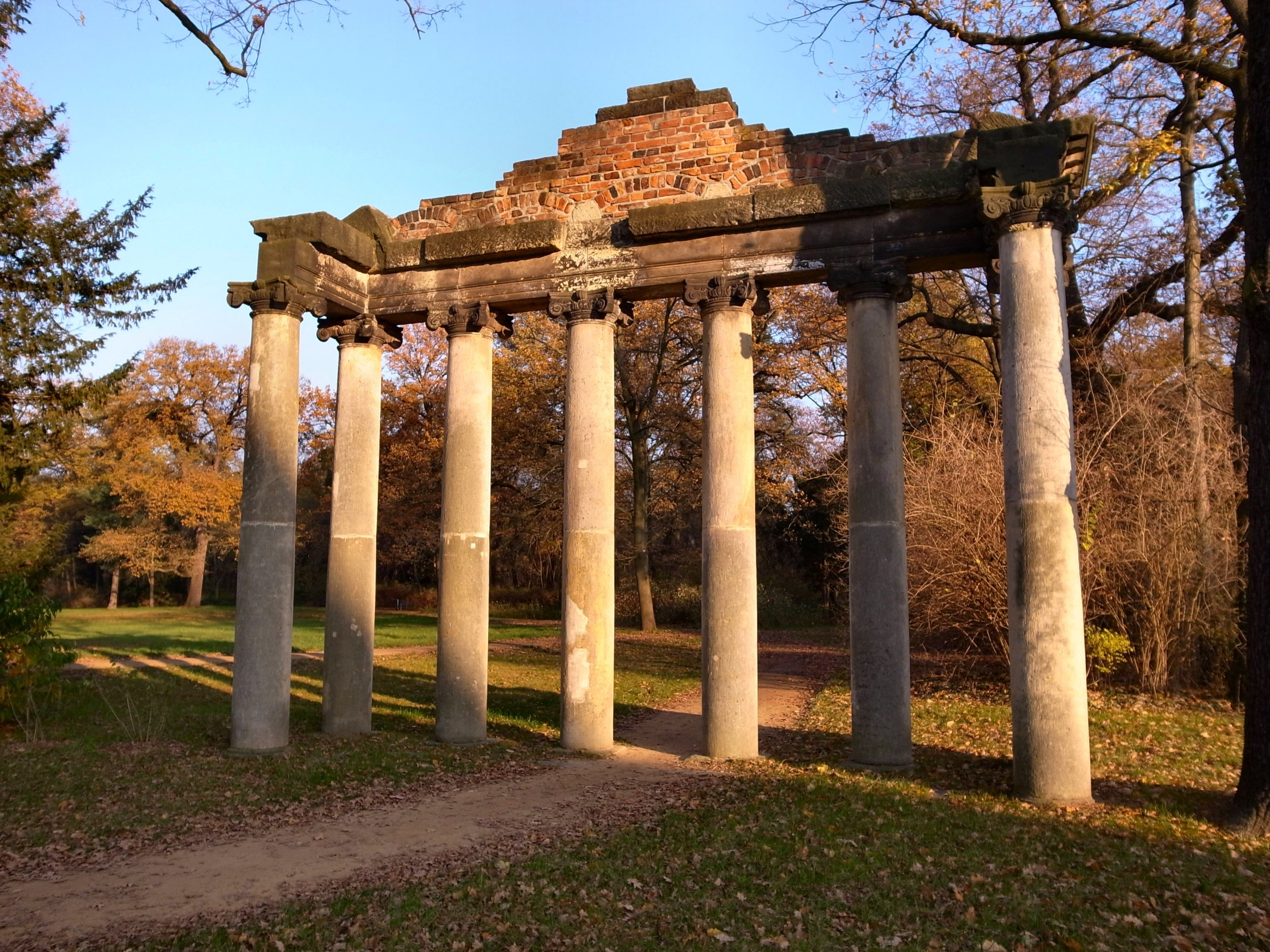
Sieben Säulen
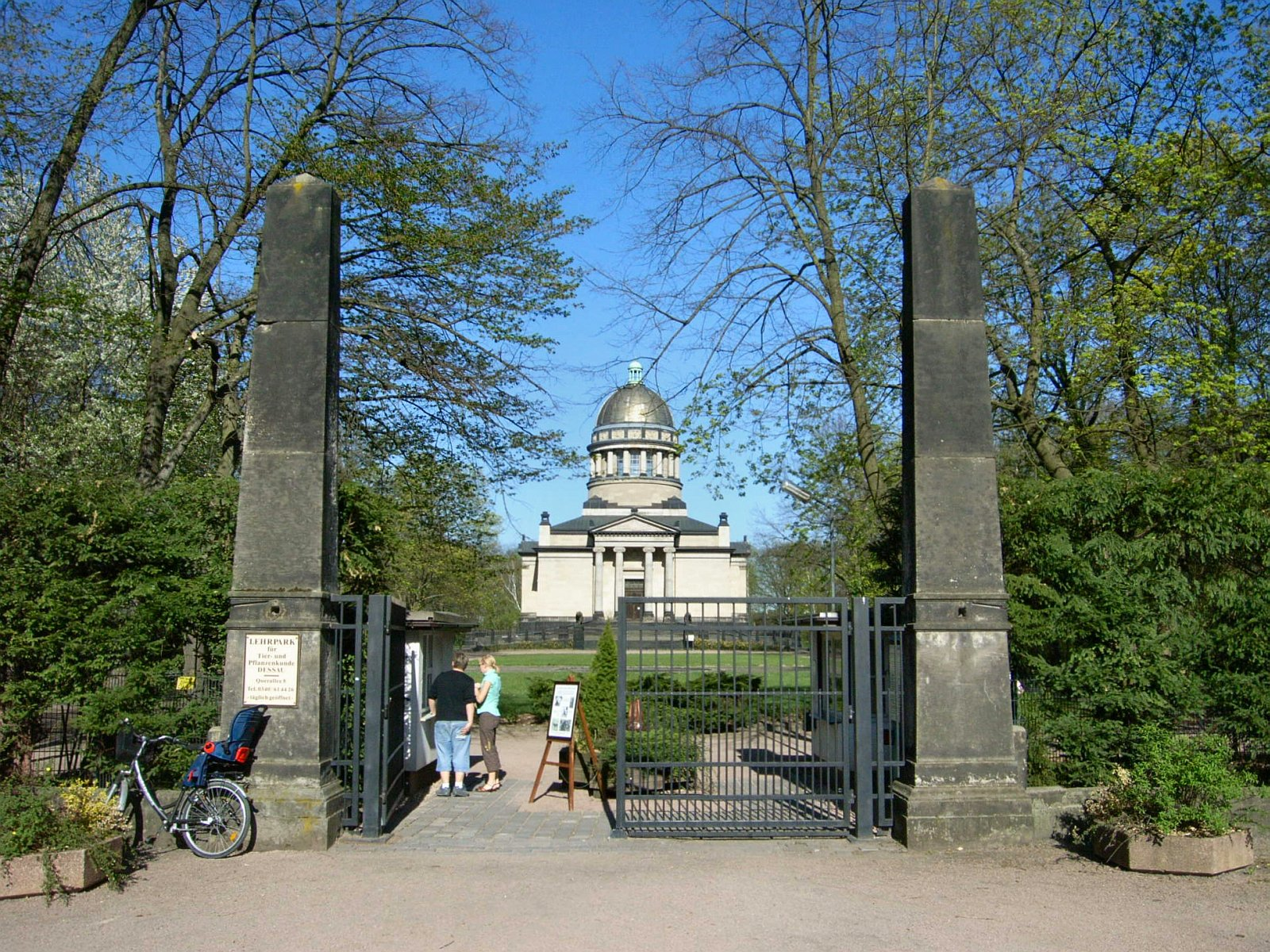
Mausoleum
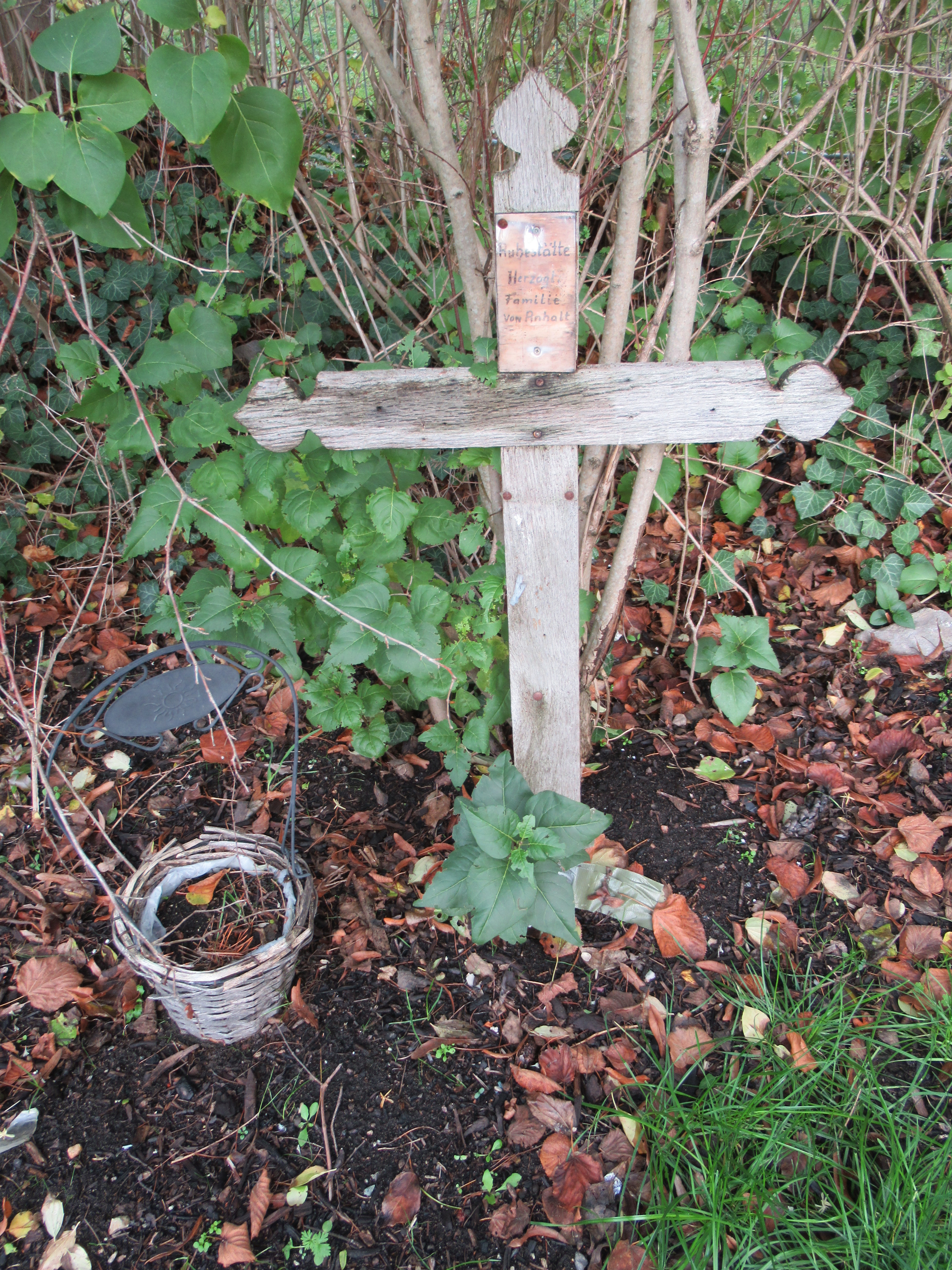
Massengrab (seit 1958) der Familie Anhalt auf Friedhof Ziebigk (2019)
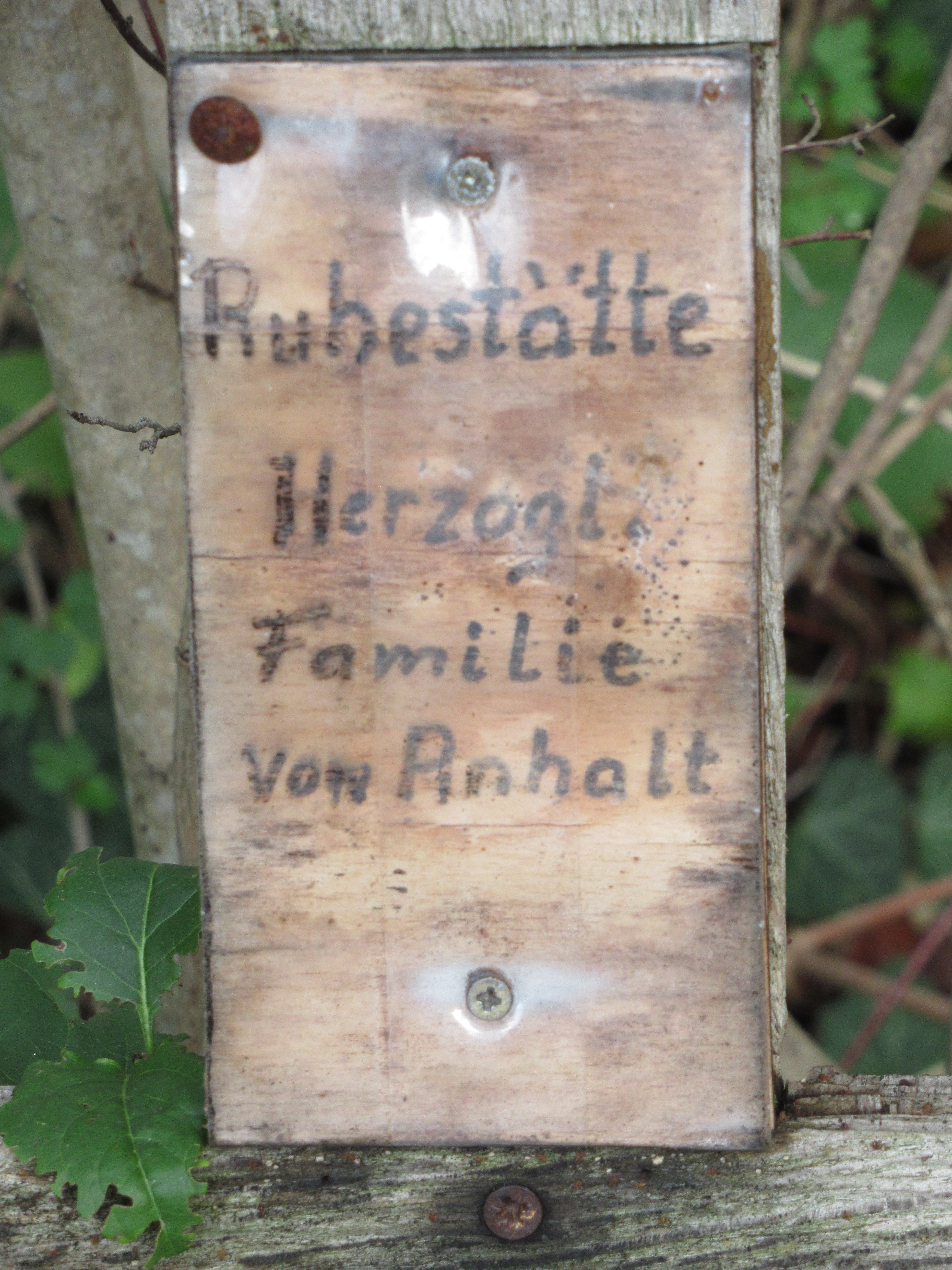
Winziges Schild auf Kreuz der Herzogsfamilie von Anhalt (2019)
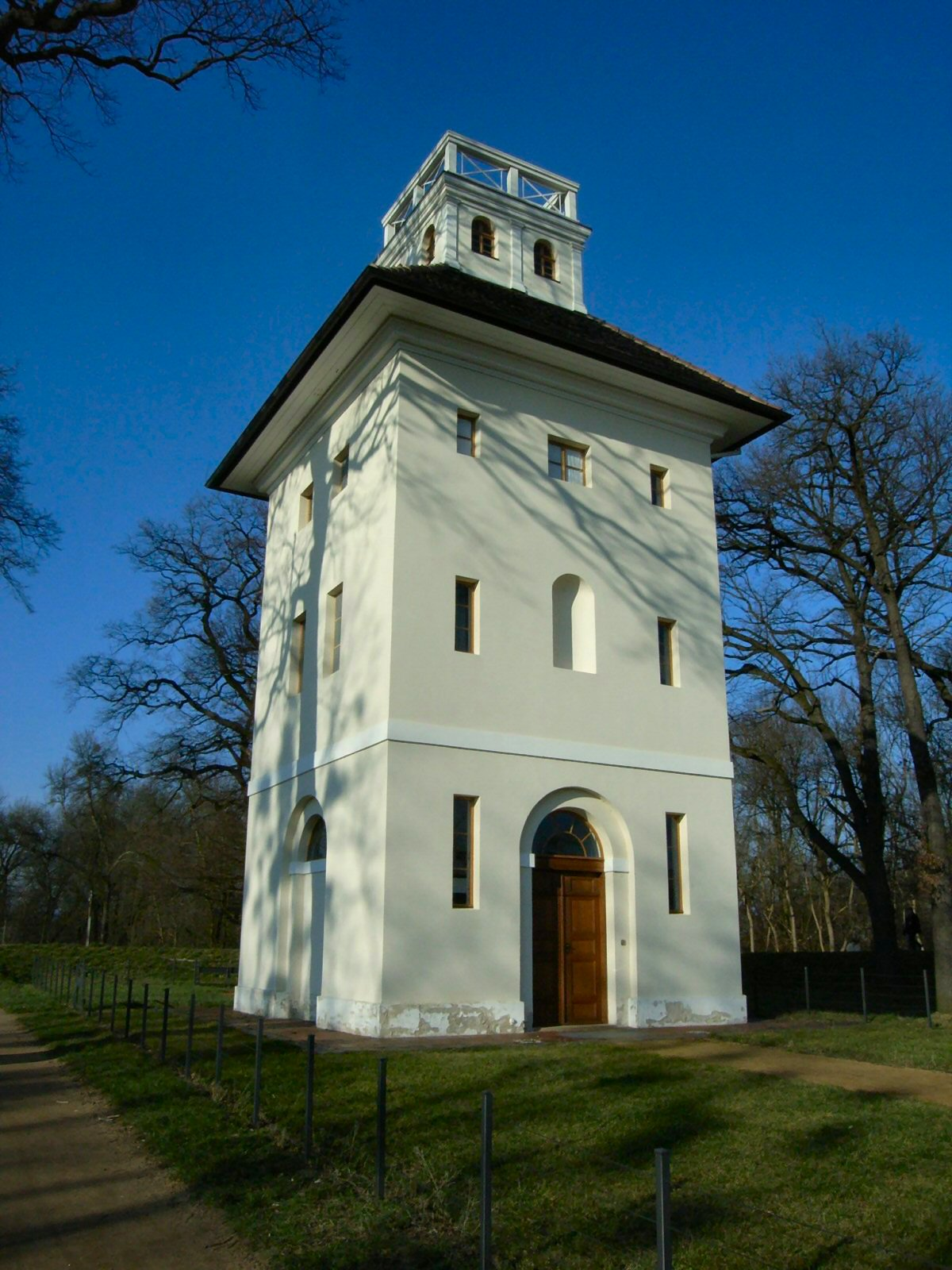
Elbpavillon
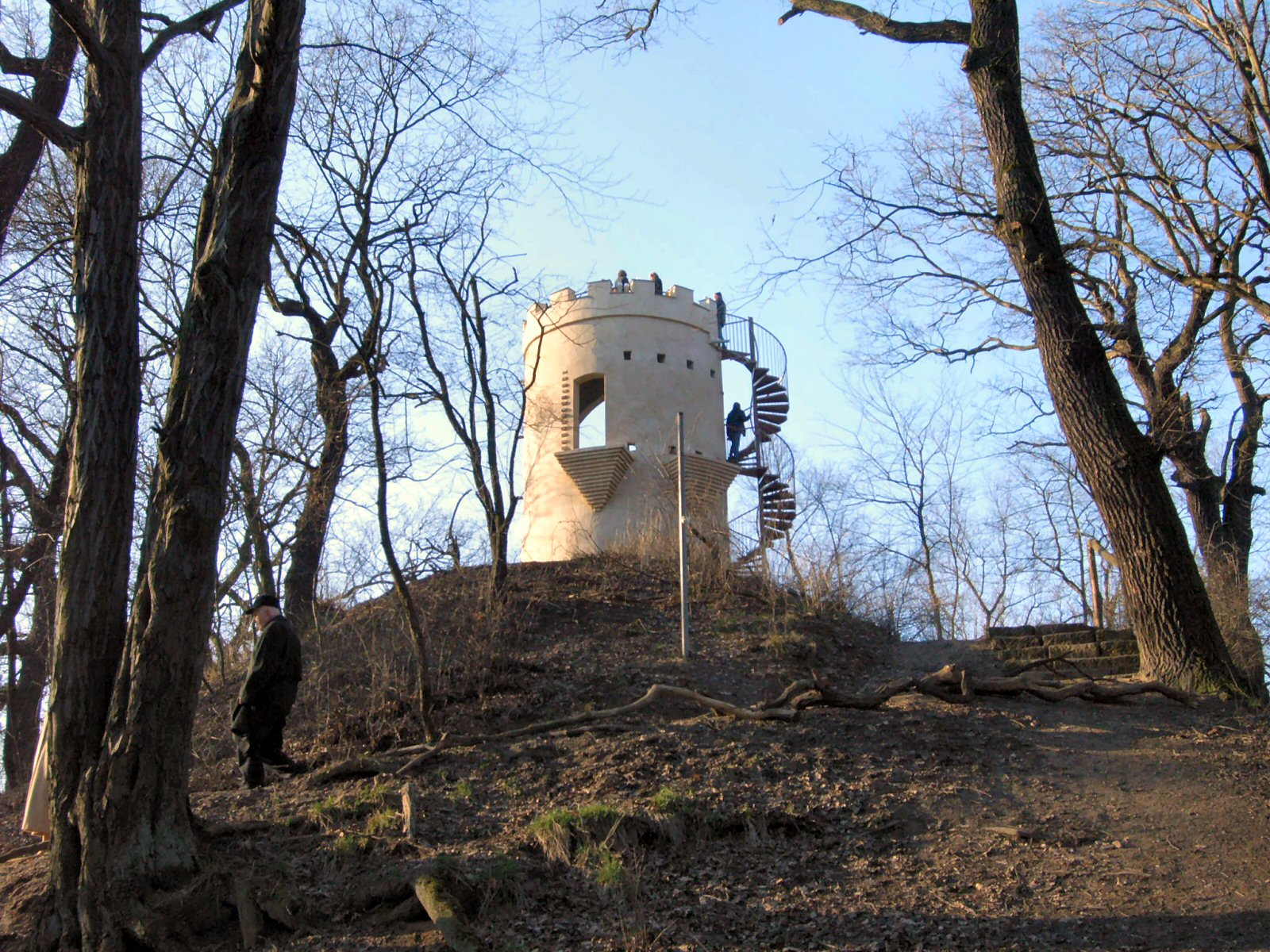
Wallwitzburg
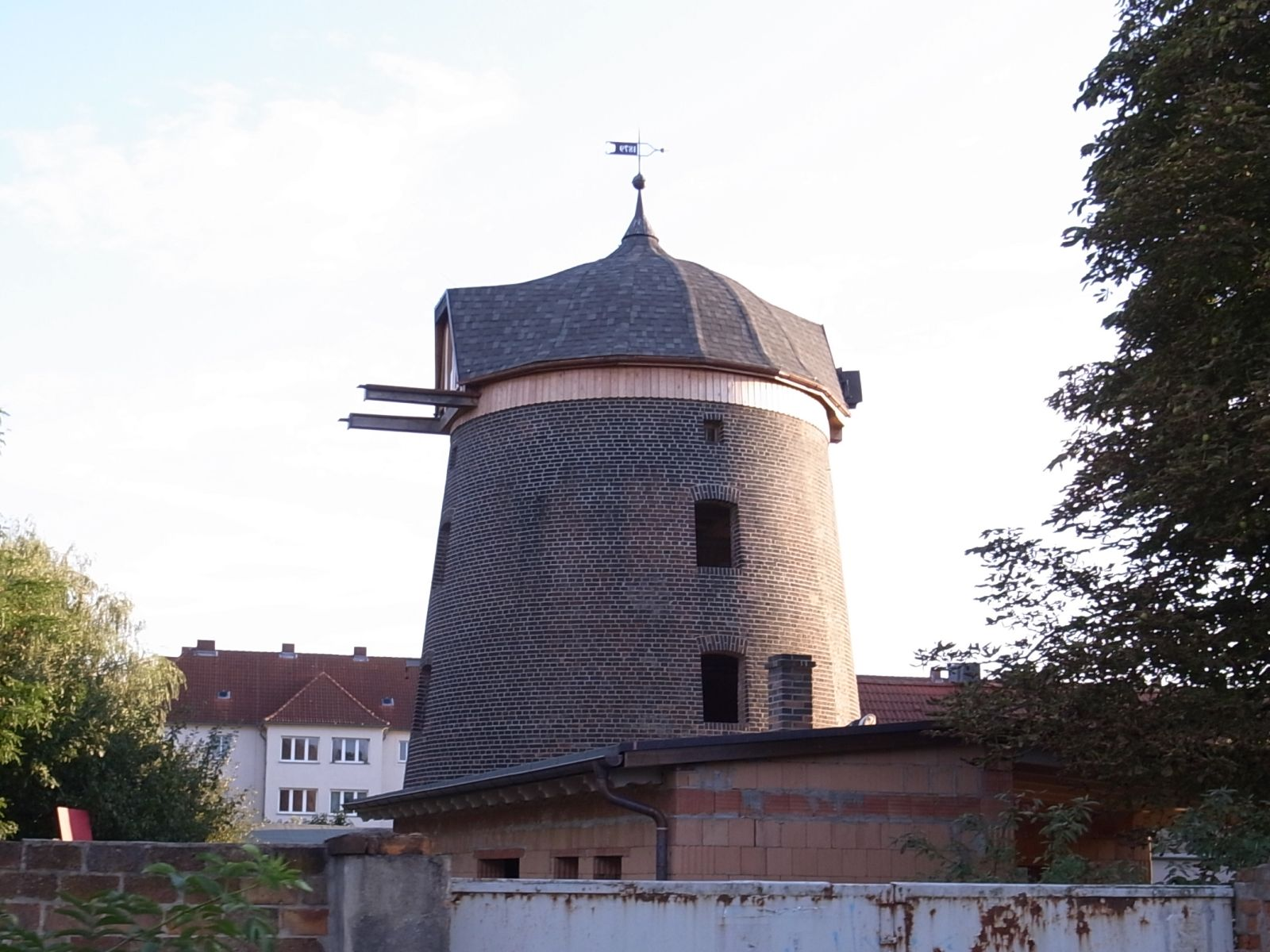
Holländermühle
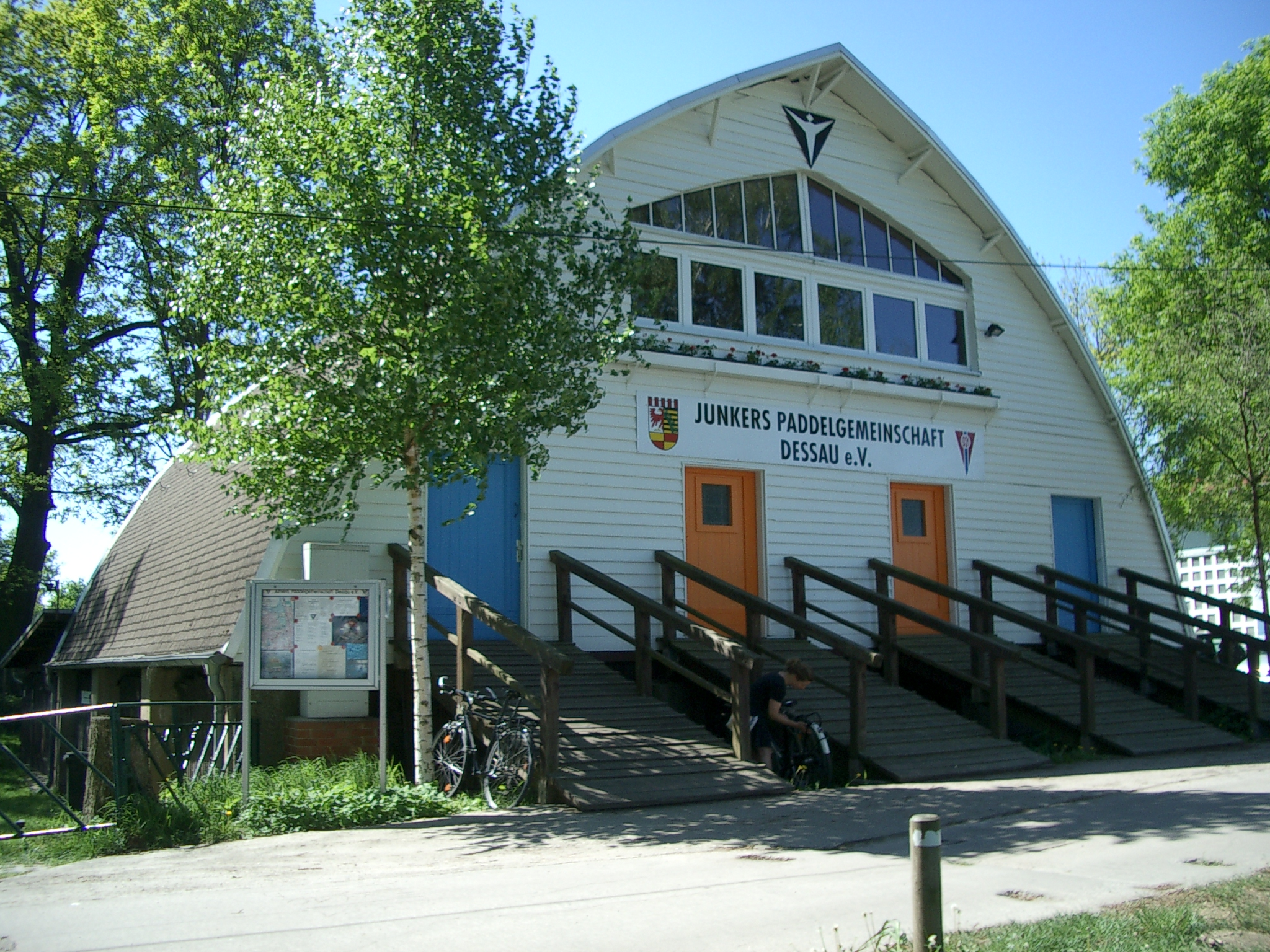
Bootshaus im Leopoldshafen
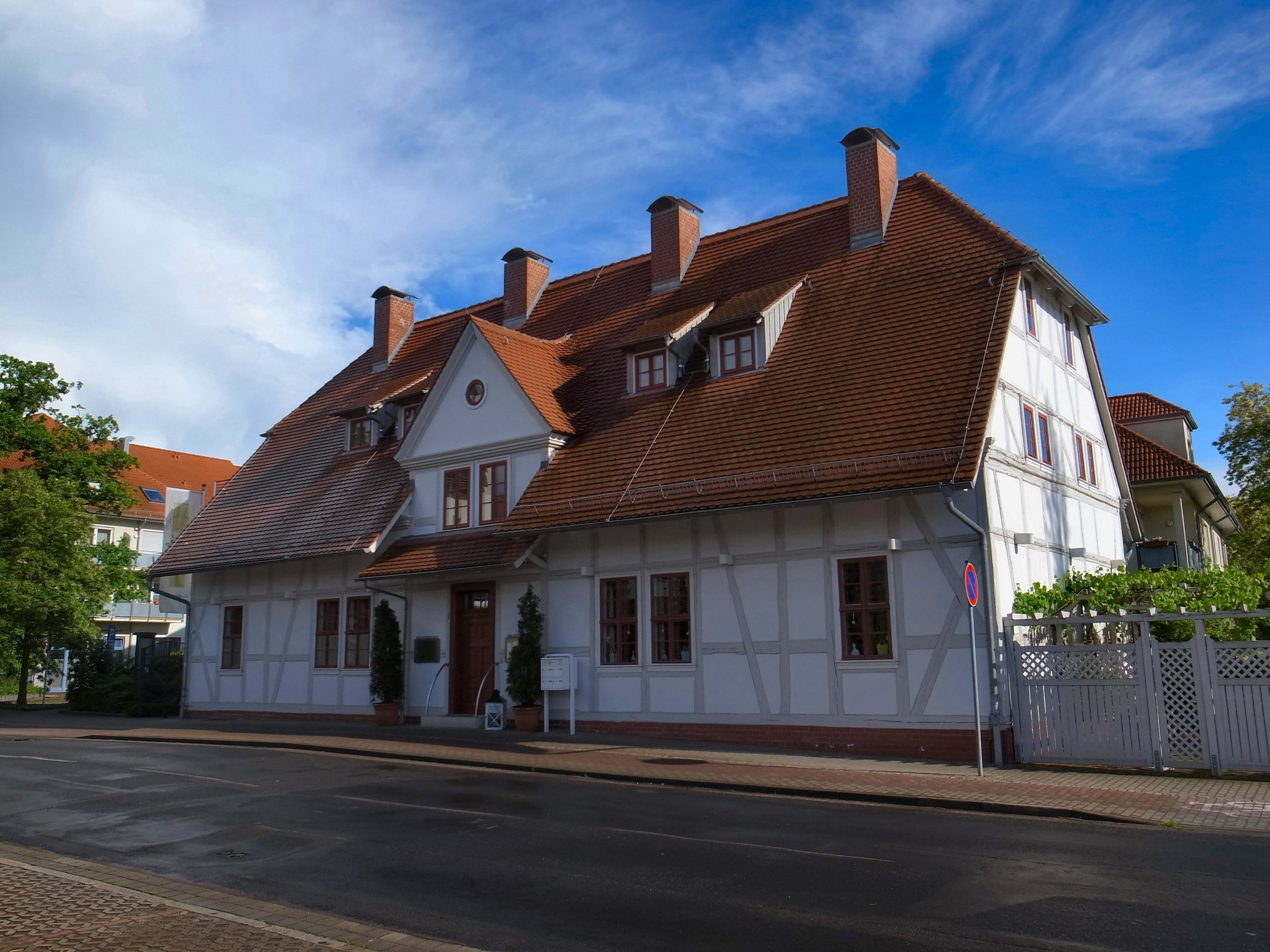
Pächterhaus, das älteste Haus in Ziebigk
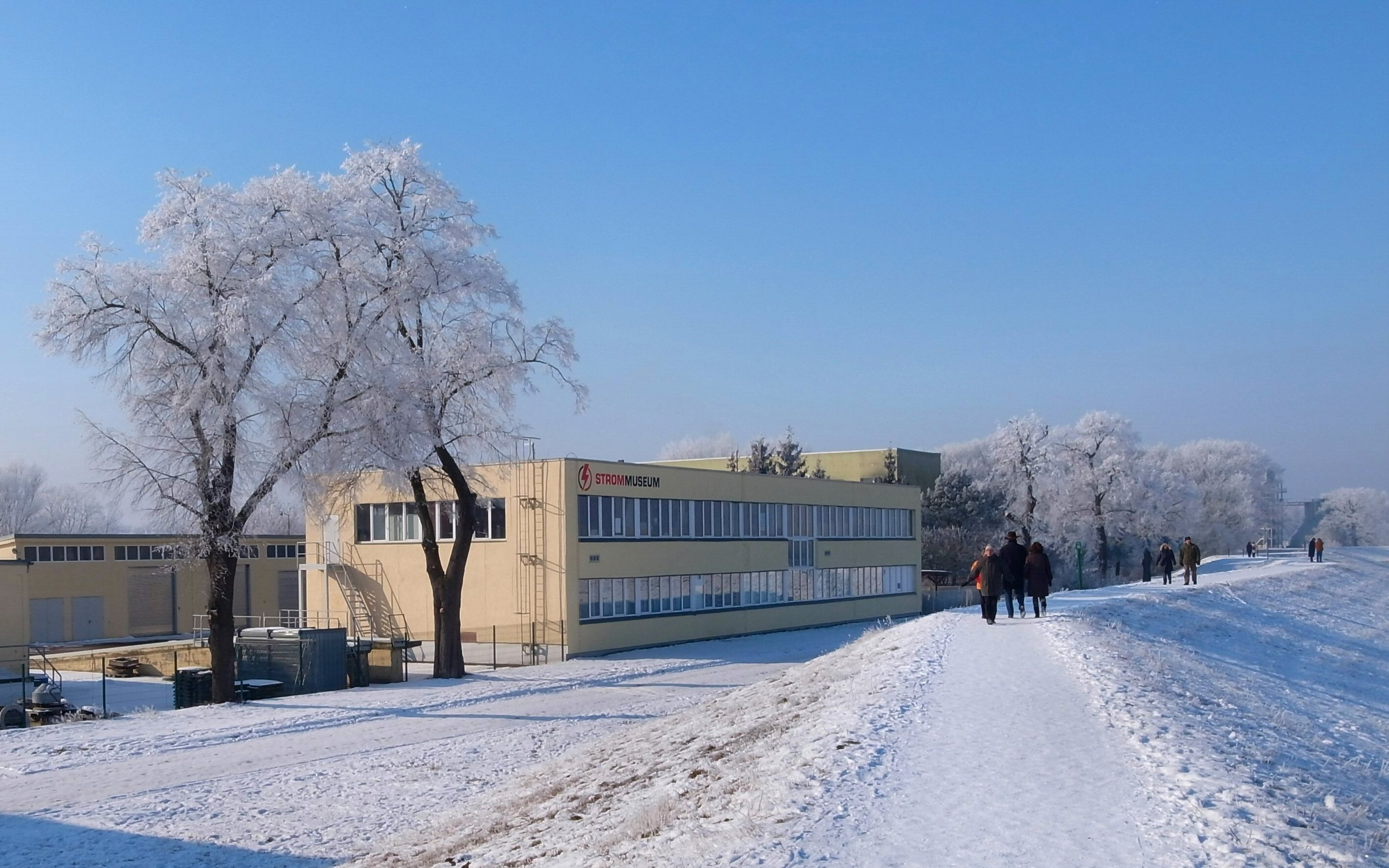
Strommuseum